# IJshockey op de Olympische Winterspelen 1928
IJshockey is een van de sporten die beoefend werden tijdens de Olympische Winterspelen 1928 in St. Moritz.
Dit ijshockeytoernooi was tevens het derde wereldkampioenschap en het 13e Europees kampioenschap. 

## Historiek
Er namen elf teams deel. De Verenigde Staten, vier jaar eerder nog tweede, ontbraken omdat het land op het moment van het Olympisch toernooi niet aangesloten was bij de internationale ijshockey federatie LIHG. Canada was rechtstreeks geplaatst voor de finaleronde, terwijl de overige tien landen, verdeeld over drie poules, de overige finalerondeplaatsen betwistten.

## Heren

### Voorronde

#### Groep A
| datum       | tijd  | land             | score | land             |
| ----------- | ----- | ---------------- | ----- | ---------------- |
| 11 februari | 14:00 | Groot-Brittannië | 7 - 3 | België           |
| 11 februari | 13:00 | Frankrijk        | 2 - 0 | Hongarije        |
| 12 februari | 8:30  | België           | 3 - 2 | Hongarije        |
| 12 februari | 11:30 | Frankrijk        | 3 - 2 | Groot-Brittannië |
| 16 februari | 8:45  | Frankrijk        | 1 - 3 | België           |
| 16 februari | 11:45 | Groot-Brittannië | 1 - 0 | Hongarije        |

|   | land             | Gs | W | G | V | F  | A  | Ptn |
| - | ---------------- | -- | - | - | - | -- | -- | --- |
| 1 | Groot-Brittannië | 3  | 2 | 0 | 1 | 10 | 6  | 4   |
| 2 | Frankrijk        | 3  | 2 | 0 | 1 | 6  | 5  | 4   |
| 3 | België           | 3  | 2 | 0 | 1 | 9  | 10 | 4   |
| 4 | Hongarije        | 3  | 0 | 0 | 3 | 2  | 6  | 0   |

#### Groep B
| datum       | tijd  | land              | score | land              |
| ----------- | ----- | ----------------- | ----- | ----------------- |
| 11 februari | 16:30 | Zweden            | 3 - 0 | Tsjecho-Slowakije |
| 12 februari | 10:00 | Zweden            | 2 - 2 | Polen             |
| 13 februari | 10:00 | Tsjecho-Slowakije | 3 - 2 | Polen             |

|   | land              | Gs | W | G | V | F | A | Ptn |
| - | ----------------- | -- | - | - | - | - | - | --- |
| 1 | Zweden            | 2  | 1 | 1 | 0 | 5 | 2 | 3   |
| 2 | Tsjecho-Slowakije | 2  | 1 | 0 | 1 | 3 | 5 | 2   |
| 3 | Polen             | 2  | 0 | 1 | 1 | 4 | 5 | 1   |

#### Groep C
| datum       | tijd  | land        | score | land       |
| ----------- | ----- | ----------- | ----- | ---------- |
| 11 februari | 11:00 | Zwitserland | 4 - 4 | Oostenrijk |
| 12 februari | 13:00 | Oostenrijk  | 0 - 0 | Duitsland  |
| 16 februari |       | Zwitserland | 1 - 0 | Duitsland  |

|   | land        | Gs | W | G | V | F | A | Ptn |
| - | ----------- | -- | - | - | - | - | - | --- |
| 1 | Zwitserland | 2  | 1 | 1 | 0 | 5 | 4 | 3   |
| 2 | Oostenrijk  | 2  | 0 | 2 | 0 | 4 | 4 | 2   |
| 3 | Duitsland   | 2  | 0 | 1 | 1 | 0 | 1 | 1   |

### Finaleronde
| datum       | tijd  | land        | score  | land             |
| ----------- | ----- | ----------- | ------ | ---------------- |
| 17 februari | 8:30  | Canada      | 11 - 0 | Zweden           |
| 17 februari | 10:00 | Zwitserland | 4 - 0  | Groot-Brittannië |
| 18 februari | 8:30  | Zwitserland | 0 - 4  | Zweden           |
| 18 februari |       | Canada      | 14 - 0 | Groot-Brittannië |
| 19 februari | 11:15 | Zweden      | 3 - 1  | Groot-Brittannië |
| 19 februari |       | Zwitserland | 0 - 13 | Canada           |

|   | land             | Gs | W | G | V | F  | A  | Ptn |
| - | ---------------- | -- | - | - | - | -- | -- | --- |
| 1 | Canada           | 3  | 3 | 0 | 0 | 38 | 0  | 6   |
| 2 | Zweden           | 3  | 2 | 0 | 1 | 7  | 12 | 4   |
| 3 | Zwitserland      | 3  | 1 | 0 | 2 | 4  | 17 | 2   |
| 4 | Groot-Brittannië | 3  | 0 | 0 | 3 | 1  | 21 | 0   |

### Eindrangschikking
| Goud | Zilver | Brons | 4 |
| Canada Charles Delahay Frank Fisher Louis Hudson Norbert Mueller Herbert Plaxton Hugh Plaxton Roger Plaxton John Porter Frank Sullivan Joseph Sullivan Ross Taylor David Trottier                               | Zweden Carl Abrahamsson Emil Bergman Birger Holmqvist Gustaf Johansson Henry Johansson Nils Johansson Ernst Karlberg Erik Larsson Bertil Linde Sigfrid Öberg Wilhelm Petersén Kurt Sucksdorff | Zwitserland Giannin Andreossi Mezzi Andreossi Robert Breiter Louis Dufour Charles Fasel Albert Geromini Fritz Kraatz Arnold Martignoni Heini Meng Anton Morosani Luzius Rüedi Richard Torriani | Groot-Brittannië Wilbert Brown Colin Carruthers Eric Carruthers Ross Cuthbert Bernard Fawcett Harold Greenwood Frederick Melland John Rogers Blaine Sexton William Speechley Victor Tait Charles Wyld |
| 5 | 5 | 5 | 8 |
| Frankrijk André Charlet Raoul Couvert Alfréd de Rauch Albert Hassler Jacques Lacarrière Philippe Lefebvre François Mautin Calixte Payot Philippe Payot Léonhard Quaglia Georges Robert Gérard Simond            | Tsjecho-Slowakije Wolfgang Dorasil Karel Hromádka Jan Krásl Johann Lichnowski Josef Maleček Jan Peka Jaroslav Pušbauer Jaroslav Řezáč Josef Šroubek Miroslav Steigenhöfer Jiří Tožička        | Oostenrijk Herbert Brück Walter Brück Jacques Dietrichstein Hans Ertl Josef Göbl Hans Kail Herbert Klang Ulrich Lederer Walter Sell Reginald Spevak Hans Tatzer Harry Weiß                     | België François Franck Roger Bureau Hector Chotteau Albert Collon William Hoorickx Jean Meens David Meyer Mark Pelzer Jacques Van Reysschoot Pierre Van Reysschoot Jan van der Wouwer Willy Kreitz    |
| 8 | 8 | 11 | |
| Polen Tadeusz Adamowski Edmund Czaplicki Aleksander Kowalski Włodzimierz Krygier Lucjan Kulej Stanisław Pastecki Aleksander Słuczanowski Józef Stogowski Karol Szenajch Aleksander Tupalski Kazinierz Żebrowski | Duitsland Hans Schmid Walter Sachs Franz Kreisel Gustav Jaenecke Erich Römer Martin Schröttle Fritz Rammelmayr Marquardt Slevogt Alfred Steinke Matthias Leis Wolfgang Kittel                 | Hongarije Miklós Barcza Frigyes Barna Mátyás Farkas Tibor Heinrich Péter Krempels István Kepuska Géza Lator Sándor Minder Béla Ordódy József de Révay Béla Weiner                              | |

Antwerpen 1920 · 
Chamonix 1924 · 
St. Moritz 1928 · 
Lake Placid 1932 · 
Garmisch-Partenkirchen 1936 · 
St. Moritz 1948 · 
Oslo 1952 · 
Cortina d'Ampezzo 1956 · 
Squaw Valley 1960 · 
Innsbruck 1964 · 
Grenoble 1968 · 
Sapporo 1972 · 
Innsbruck 1976 · 
Lake Placid 1980 · 
Sarajevo 1984 · 
Calgary 1988 · 
Albertville 1992 · 
Lillehammer 1994 · 
Nagano 1998 · 
Salt Lake City 2002 · 
Turijn 2006 · 
Vancouver 2010 · 
Sotsji 2014 · 
Pyeongchang 2018 · 
Peking 2022

Lijst van olympische medaillewinnaars
Bobsleeën · Kunstrijden · Langlaufen · Militaire patrouille (demonstratie) · Noordse combinatie · Schaatsen · Schansspringen · Skeleton · IJshockey